# Kaluđerovo (Babušnica)
Pour les articles homonymes, voir Kaluđerovo.
Kaluđerovo (en serbe cyrillique : Калуђерово) est un village de Serbie situé dans la municipalité de Babušnica, district de Pirot. Au recensement de 2011, il comptait 188 habitants.

## Démographie
| 1948 | 1953 | 1961 | 1971 | 1981 | 1991 | 2002 | 2011 |
| ---- | ---- | ---- | ---- | ---- | ---- | ---- | ---- |
| 839  | 857  | 723  | 628  | 505  | 392  | 273  | 188  |

|  |